# 8193 Ciaurro
A 8193 Ciaurro (ideiglenes jelöléssel 1993 SF) a Naprendszer kisbolygóövében található aszteroida. A Stroncone program keretében fedezték fel 1993. szeptember 17-én.